# چاه واگذاری شماره ۶
چاه واگذاری شماره ۶ یک منطقهٔ مسکونی در ایران است که در دهستان ریزآب واقع شده‌است. چاه واگذاری شماره ۶ ۱۶۳ نفر جمعیت دارد.